# Dreiländerverkehr
Dreiländerverkehr bedeutet den europäischen grenzüberschreitenden Transitverkehr von in Drittländern angemeldeten Kraftfahrzeugen. Drittland ist nur ein Land, das weder Belade- oder Einstiegsland noch Entlade- oder Ausstiegsland ist.
Im Jahr 2016 entfiel für den Güterverkehr durch das Gebiet der Bundesrepublik Deutschland der weitaus größte Anteil auf den Straßenverkehr, gefolgt von Luftverkehr, Eisenbahn und Binnenschifffahrt.
Beförderungen im gewerblichen Straßengüterverkehr, bei denen Be- und Entladeort in zwei verschiedenen Mitgliedstaaten der Europäischen Verkehrsministerkonferenz (CEMT) liegen, sind erlaubnispflichtig.
Voraussetzungen für den Zugang zum Markt des grenzüberschreitenden Güterkraftverkehrs im Dreiländerverkehr ist eine gültige CEMT-Genehmigung, außerdem das Führen des beim Bundesamt für Logistik und Mobilität mit der CEMT-Genehmigung ausgehändigten Fahrtenberichtshefts (nicht zu verwechseln mit dem fahrzeugbezogenen Fahrtenbuch). Die Einzelheiten sind in einer aufgrund des Güterkraftverkehrsgesetzes erlassenen Rechtsverordnung des Bundesverkehrsministeriums geregelt.